# Pokrajina Avellino
Pokrajina Avellino (v italijanskem izvirniku Provincia di Avellino [provìnča di avelìno]) je ena od petih pokrajin, ki sestavljajo italijansko deželo Kampanija. Meji na severu z deželo Apulija in s pokrajino Benevento, na vzhodu z deželo Bazilikata, na jugu s pokrajino Salerno in na zahodu z metropolitanskim mestom Neapelj.

## Večje občine
Glavno mesto je Avellino, ostale večje občine so (podatki 1. januar 2011):
| Občina            | Prebivalcev |
| ----------------- | ----------- |
| Avellino          | 56.339      |
| Ariano Irpino     | 23.134      |
| Monteforte Irpino | 12.646      |
| Mercogliano       | 12.471      |
| Solofra           | 12.313      |
| Atripalda         | 11.174      |

## Naravne zanimivosti
Pokrajina Avellino je bila center močnega potresa, ki je novembra 1980 prizadel Italijo z magnitudo 7 Richterjeve lestvice ali 6,8 EMS. Vse območje je bilo močno poškodovano in posledice so bile hude tudi zaradi kraškega sestava tal, ki je povzročil usade in znatne površinske spremembe. Tako je na primer jezero Laceno [lačèno], ki se nahaja okoli 40 km v zračni črti od Avellina, dobilo povsem nov izgled. To je bilo precej veliko jezero, ki je včasih pokrivalo planoto na nadmorski višini preko 1000 metrov. Po potresu so se v globini jezera odprle nekatere razpoke in manjše jame, skozi katere voda pronica v podzemlje. Zaradi tega je danes jezero, posebno v poletnem času, le nekakšen kal, čeprav priteka vanj hudournik Tronola. Samo pozimi je jezero spet podoba prejšnjih časov. Podnebje je namreč ostro in pozimi je vsa pokrajina močno zasnežena. V okolici Lacena je 25 km smučišč. Razen desetih urejenih smučarskih stez, od katerih so 4 črne in 4 rdeče, je na višini 1400 m šola in na višini 1700 m steza za alpsko smučanje.
Seznam zaščitenih območij v pokrajini:
- Krajinski park Monti Picentini (Parco regionale Monti Picentini)
- Krajinski park Partenio (Parco regionale del Partenio)

## Zgodovinske zanimivosti
Čeprav je Apeninski polotok med najbolj raziskanimi območji v Evropi, še niso odkrite vse podrobnosti njegove zgodovine. Za območje Irpinia, ki zavzema večino današnje pokrajine Avellino, je do nedavnega veljalo, da je bila v dobi pred rimsko kolonizacijo poseljena s strani Samnitov. Navada svete pomladi je povzročila odcep mnogih skupin od glavnega plemena in ena od teh skupin naj bi se podala na jug vse do današnje Irpinije, kjer je nastalo novo pleme, Irpini. Irpini so bili bojevito pleme, ki so se dolgo upirali rimljanskim napadom. Zgodovina pravi, da so se izkazali v bojih med Marijem in Sulo, kar naj bi pa tudi privedlo do njihove asimilacije. Novejše izkopanine pa govorijo o drugačni zgodovini. V nekaterih najdiščih so bili izkopani predmeti, ki se dajo postaviti v četrto tisočletje pr. n. št., kar pomeni, da je bilo to pleme na ozemlju pred Samniti. Njihova vera ni bila podobna veri ostalih samnitskih plemen, pač pa spominja na keltska ali pred-keltska verovanja in obrede. Doslej je bila razlaga imena Irpini, ki naj bi prihajalo iz oskijskega hirpus (volk), povezana z antičnim posvetilom, s katerim so se samnitska plemena priporočala svojim božanskim zavetnikom. Vsako pleme je namreč imelo svojega zavetnika, ki se je predstavljal v živalski podobi, zato je bilo splošno mnenje, da je bil zaščitnik Irpinov bog volk. Toda izkopanine nikjer ne omenijo ne tega božanstva, ne tega verovanja, ne takega posvetila. Pač pa omenjajo, da so sosednja plemena tako imenovala Irpine same, ker so kakor divji volkovi prihajali iz hribov plenit prebivalce dolin, nakar so se urno spet umikali v skoraj nedostopna višavja. Najbolj osupljiv pa je podatek, da se Irpini sploh nikoli niso asimilirali z Rimljani. Ti naj bi jih bili enostavno konfinirali na gore in prepovedali vsako zgodovinsko poročilo v zvezi z njimi. Irpini so enostavno izumrli. Seveda taka razlaga izkopanin popolnoma sprevrača znano zgodovino, zato pa tudi ni še sprejeta, čeprav potekajo razne študije, ki izkopanine natančno preučujejo.